# Núi Phú Lương
Núi Phú Lương hay còn gọi là Pú Luông, Phu Song Sung, Chung Chua Nhà, Tà Chì Nhù, là đỉnh núi cao nhất của khối núi Pú Luông thuộc dãy núi Hoàng Liên Sơn và là đỉnh núi cao thứ 7 tại Việt Nam.

## Địa lý
Núi có chiều cao 2985m , nằm tại địa bàn xã Xà Hồ, huyện Trạm Tấu, tỉnh Yên Bái .
Đây là một địa điểm du lịch có phong cảnh đẹp, đặc biệt vào những tháng cuối hoặc đầu năm, khi thời tiết mát mẻ và nhiều mây. Thông thường phải mất từ 5-7 giờ đi bộ để đến đỉnh núi nên chỉ thích hợp với những khách du lịch có thể lực tốt.

## Nhầm lẫn về tên gọi
Từ năm 2011 đến đầu năm 2012, một số bài viết hướng dẫn về du lịch trên mạng đã nhầm lẫn gọi núi Phú Lương là Tà Chì Nhù. Sự nhầm lẫn này khiến Tà Chì Nhù được phổ biến rộng rãi và trở thành tên gọi không chính thức của núi Phú Lương. Một đoàn du lịch đã đặt bia đỉnh núi với tên Tà Chì Nhù trên đỉnh Phú Lương vào năm 2016 .